# Лукино (Кетовський район)
Лу́кино (рос. Лукино) — присілок у складі Кетовського району Курганської області, Росія. Входить до складу Колесниковської сільської ради.
Населення — 214 осіб (2010, 143 у 2002).